# Obsjtina Văltjedrăm
Obsjtina Văltjedrăm (bulgariska: Община Вълчедръм) är en kommun i Bulgarien.   Den ligger i regionen Montana, i den nordvästra delen av landet, 110 km norr om huvudstaden Sofia.
Obsjtina Văltjedrăm delas in i:
- Septemvrijtsi
- Gorni Tsibăr
- Dolni Tsibăr
- Zlatija
- Ignatovo
- Mokresj
- Razgrad
- Tjerni vrăch

Följande samhällen finns i Obsjtina Văltjedrăm:
- Văltjedrăm